# Alaptus antillanus
Alaptus antillanus är en stekelart som beskrevs av Cheke och Turner 1974. Alaptus antillanus ingår i släktet Alaptus och familjen dvärgsteklar.
Artens utbredningsområde är Jamaica. Inga underarter finns listade i Catalogue of Life.